# В поисках Галактики
«В поисках Галактики» (англ. Galaxy Quest — букв. «Галактический поиск» или «Галактический квест») — фантастическая комедия 1999 года, в ролях которой снялись Тим Аллен, Алан Рикман, Сигурни Уивер, Тони Шалуб, Сэм Рокуэлл и Дэрил Митчелл.
Главными героями фильма являются бывшие звёзды вымышленного телесериала под названием «В поисках Галактики» (пародия на «Звёздный путь»). Эти актёры играли экипаж звездолёта «Защитник».

## Сюжет
С 1978 по 1982 год телезрители с энтузиазмом следили за приключениями экипажа звездолёта «Защитник», персонажами научно-фантастического телесериала «В поисках Галактики». Сериал закончили снимать 18 лет назад, и с тех пор его звёзды участвуют лишь в конвентах и презентациях магазинов: ни новых проектов, ни приличных заработков. Артисты устали от приклеившихся к ним образов, устали произносить одни и те же реплики из фильма, им обидно, что из них сделали «игрушку для подростков». Единственный актёр, который всё ещё наслаждается этой популярностью, — Джейсон Несмит (Аллен), «командир» звёздного экипажа.
На одном из конвентов к Джейсону подходит группа поклонников, загримированных под инопланетян, которые просят его помочь им в каком-то очень важном деле. Джейсон принимает их за поклонников, желающих снять собственное видео с его участием, и с лёгкостью соглашается. Они присылают за ним лимузин и забирают его в свою «киностудию». Там Джейсона поражает реалистичность макетов и продуманность деталей, вплоть до снующих по кораблю инопланетян. Он быстро входит в роль капитана, ему объясняют задачу — разрешить конфликт с воинственным инопланетным кораблём под предводительством Сэрруса. Недолго думая, Джейсон приказывает экипажу открыть огонь по кораблю Сэрруса. Решив, что на этом его роль в представлении кончилась, он просит вернуть его домой, но вместо путешествия на лимузине он отправляется на Землю через межпланетное пространство в желатиновой транспортной «капсуле». Лишь после этого он понимает, что действительно был в космосе. Оказывается, Матазар и другие «поклонники» являются термианами — мирной и наивной расой головоногих, которые, приняв двадцатилетние передачи сериала «В поисках Галактики» с Земли и не имея понятия о художественной литературе, посчитали телесериал «историческими хрониками». Наблюдая за головокружительными приключениями экипажа «Защитника» и за тем, как блестяще земляне выходят из самых трудных ситуаций, термиане уверовали в их величие. С тех пор они изменили своё общество по «учениям» сериала, даже построив точную копию «Защитника». Особые устройства позволяют им выглядеть людьми, но их речь и манеры все равно остаются далёкими от человеческих.
Джейсону импонирует идея выглядеть героем для настоящих инопланетян, и он забирает на корабль свой «экипаж». По пути он ненароком обменивается коммуникатором (средством общения наподобие мобильного телефона), полученным от термиан, с Брэндоном (Лонг), заядлым фанатом сериала. Так как «Защитник» оказывается настоящим, то и Сэррус — тоже не выдумка. Сэррус — безжалостный рептилоидный воевода, занимающийся геноцидом термиан. Актёры, чтобы помочь термианам, должны сыграть свои роли по-настоящему. В обмен на безопасность термиан Сэррус требует «Омегу 13» — устройство, построенное термианами внутри корабля и, опять же, скопированное из сериала. «Омега 13» было упомянуто лишь однажды в самом конце сериала, так что никто не знает его назначения.
После битвы с кораблём Сэрруса «Защитник» еле успевает уйти от него, сильно повреждённый ракетами противника и минным полем, через которое их угораздило пролететь. Чтобы отремонтировать системы энергоснабжения, экипажу необходима новая сфера из бериллия. Команда садится на другой планете, где им приходится спасаться от группы маленьких, гоблиноподобных хищников. Джейсон, последний из бегущих, оказывается в плену у монстриков, которые приносят его в жертву чудовищу, созданному из камня («горигнак» на их языке, что в переводе означает «скала»). Он уворачивается от чудовища, как может, и его, в конце концов, при помощи телепортирующего устройства спасает актёр Фред (Шалуб), играющий техника-сержанта в сериале.
Внезапно «Защитник» оказывается захвачен солдатами Сэрруса. Джейсон пытается спасти своих друзей, признаваясь, что «В поисках Галактики» — кино. Поняв, что «Омега 13» — не более, чем выдумка, Сэррус приказывает своему лейтенанту устроить перегрузку реактора на «Защитнике», а также выпустить воздух в залах, где содержатся термиане (последние представители своей расы, так как их родной мир был уничтожен Сэррусом). Затем Сэррус приказывает выбросить актёров в космос. Однако, перед самым решающим моментом артисты, вспомнив эпизод из «..семнадцатой..» серии, затевают драку, отвлекая тем самым внимание конвоиров. Актёр Александр (Рикман), играющий доктора Лазаруса в сериале, пытается свести счёты с Джейсоном; мужчины хватаются за попавшиеся под руку тяжёлые предметы, но, вместо того, чтобы молотить друг дружку, набрасываются на инопланетян, не ожидавших такого поворота событий. Затем экипаж начинает постепенно отвоёвывать корабль, пытаясь предотвратить взрыв реактора и гибель термиан от удушья. Для этого они разделяются: Джейсон и Гвен (Уивер) следуют в реакторный отсек, чтобы остановить реактор, Александр и термианин Квеллек пробуют спасти остальных термиан, Фред и его помощник Гай (Рокуэлл) (актер, снявшийся в одном эпизоде сериала и случайно увязавшийся за главным героями) сражаются с солдатами Сэрруса, а Томми (Митчелл) тренируется пилотировать корабль.
Джейсон связывается через коммуникатор с Брэндоном и его друзьями-фанами, которые знают даже больше о «Защитнике», чем сами термиане. Брэндон последовательно указывает путь Джейсону и Гвен через опасные внутренние системы корабля в реакторный отсек. По пути они находят устройство «Омега 13», и Брэндон на вопрос Джейсона высказывает мнение, что этот прибор является своего рода машиной времени, которая отбрасывает корабль с экипажем обратно во времени на 13 секунд, а не приводит к аннигиляции Вселенной за 13 секунд, как думал Сэррус. По крайней мере, Брэндон и его друзья пришли к такому выводу, долго изучая корабль. Командир и Гвен добираются до реактора, но не могут остановить обратный отсчёт. Оказывается, так как в сериале они всегда останавливали его за 1 секунду до взрыва, то и здесь отсчёт останавливается лишь в последний момент, как в кино.
Тем временем Александру и Квеллеку удаётся спасти других термиан, но Квеллека смертельно ранит солдат Сэрруса. Александр, глубоко тронутый преданностью инопланетянина его вымышленному персонажу, начинает всерьёз играть роль доктора Лазаруса и, произнеся свою «коронную» фразу из фильма «клянусь молотом Граптора, ты будешь отмщён», поднимает восстание термиан против агрессоров. Фреду и Гаю удаётся уничтожить часть солдат Сэрруса, телепортировав на борт горигнака — каменного человека, от которого чуть было не погиб Джейсон.
Вернув себе корабль, экипаж опять видит Сэрруса на экране. Как и раньше, флагман Сэрруса гораздо сильнее «Защитника», но Джейсон приказывает Томми лететь через недавно покинутое ими минное поле, бросив всю энергию корабля на защиту, а не атаку. Когда энергии почти не остается, командир приказывает развернуть корабль и идти на таран корабля Сэрруса. После короткого эффектного диалога командира корабля с Сэррусом, торжествующим свою победу, маленький юркий «Защитник» проходит через минное поле, разворачивается, и самоходные магнитные мины, которые «Защитник» заманил за собой, врезаются в корабль супостата.
Экипаж возвращается в рубку, чтобы отметить победу. Александр пытается обратить внимание экипажа на сгусток энергии, отделившийся от корабля противника перед взрывом, но актеры слишком возбуждены. Сэррус, проникший на корабль под личиной Фреда, входит в командный отсек и беспрепятственно расстреливает всех членов звёздного экипажа. Умирая, Джейсон приказывает Матазару активизировать «Омегу 13». Устройство действительно отбрасывает командира на 13 секунд назад, и этого времени достаточно, чтобы Джейсон с помощью безгранично доверяющего ему Матазара смог спасти команду.
Корабль не может сесть на Земле, поэтому, передав командование Матазару, Джейсон и его команда отстыковывают командный отсек и совершают аварийную посадку прямо в здание конвента, где в это время как раз должна была проходить их очередная встреча с поклонниками. Один за одним, экипаж выходит на сцену, но вслед за ними выходит и Сэррус, которого, по «киношному» обыкновению, лишь ранили, но не убили. Джейсон его дезинтегрирует бластером на глазах у восторженной публики, верящей, что это лишь продолжение великолепного шоу. Остальные термиане продолжают свои приключения как новый экипаж «Защитника». Термианка Лалиали остаётся с Фредом, в которого она влюбилась.
После этих событий на экраны наконец выходит продолжение сериала «В поисках Галактики». В команде два новых члена экипажа — Лалиали (помощник сержанта-техника) и Гай (начальник охраны).

## Основные персонажи
- Коммандер/капитан Питер Куинси Таггард, которого играл Джейсон Несмит (Тим Аллен), аналог Джеймса Тиберия Кирка / Уильяма Шетнера. Таггард снимает рубаху по любому поводу, совершает ненужные кувырки и произносит устаревшие реплики. Несмит — эгоист, считающий себя центральной фигурой сериала и любимцем публики.
- Доктор Лазарус с Тев’Мека, которого играл сэр Александр Дэйн (Алан Рикман), член расы инопланетян известной своим интеллектом. По-видимому, Лазарус очень умён и имеет пси-способности. Любимая ритуальная фраза инопланетянина — «Во имя молота Граптора, во имя сынов Варвана, ты будешь отмщён!» Этим он пародирует Спока и, возможно, Ворфа. Также, его имя (Лазарь) описывает человека, вернувшегося с того света, что и случилось со Споком. В «реальности», Александр Дэйн — уставший «шекспировский» актёр и англичанин, ненавидящий свою типовую роль. Дэйн всегда носит на голове макет огромного черепа Лазаруса.
- Лейтенант Тоуни Мэдисон, которую играет Гвен ДиМарко (Сигурни Уивер), компьютерный и связной офицер «Протектора». Её работа в сериале — запрос информации компьютеру корабля (это приводит к тому, что созданный термианами компьютер принимает только её команды). Она является смесью нескольких женщин «Звёздного пути», особенно Ухуры. Как и они, она надевает обтягивающую униформу, что приводит к тому, что многие люди не могут оторвать взор от её груди. Сам персонаж Гвен является противоположностью Эллен Рипли, персонажа Уивер в серии фильмов «Чужой», где Эллен является сильной и умной женщиной уничтожающей опасных пришельцев, так как Гвен является стереотипом глупой блондинки с бессмысленным заданием.
- Техник-сержант Чэнь, которого играет Фред Кван (Тони Шалуб), главный инженер «Протектора» и оператор «цифрового конвейера» (аналог транспортера «Пути»). Его имя — Чэнь — типичное китайское имя, несмотря на то что Шалуб является американцем ливанского происхождения. Это тоже пародирует некоторые национальные нестыковки «Звёздного пути». Например, Нуниен Сунь звучит как что-то происходящее от хинди/китайских/корейских имён, но явно не является ни одним из трёх. Также и британский акцент капитана Пикара никак не вяжется с его французскими корнями. Чэнь скорее всего является пародией на инженера Монтгомери Скотта, которого играл канадский актёр Джеймс Духан. Актёр Фред Кван ведёт себя довольно спокойно в большинстве ситуаций.
- Лейтенант Ларедо, которого играл Томми Веббер (Дэрил Митчелл — взрослый; Корбин Блё — ребёнок), является очень молодым пилотом-вундеркиндом, напоминая Уэсли Крашера. Веббер также пародирует многих детей-актёров, потерявших известность после взросления.
- Член экипажа № 6, которого играл Гай Флигман (Сэм Рокуэлл), начинает историю как «квестерианец» (трекки) и малоизвестный актёр, живущий с матерью. Считает появление в сериале лучшим моментом жизни — как «красная рубаха», убит лавовым чудовищем в 81-м эпизоде до первого рекламного перерыва. Попав в настоящую переделку Гай начинает паниковать, будучи уверенным, что именно он погибнет первым. Однако потом проявляет мужество, а после возобновления сериала в конце фильма более уверенный в себе Флигман становится одним из главных членов экипажа — начальником безопасности по имени «Рок» Ингерсол.
- Генерал Рот’х’ар Сэррус (Робин Сакс), типичный злобный инопланетянин, чьё имя было позаимствовано у критика Эндрю Сарриса. Сэррус желает заполучить «Омегу 13», хотя и сам не знает, что это такое.
- Брэндон (Джастин Лонг), ярый фанат сериала, который в начале фильма оскорблён Джейсоном, но в критический момент тот прибегает к его помощи. Его доскональное знание корабля помогает команде одолеть врага.